# Аганлия
Аганлия (серб. Аганлија; убит 5 августа 1804) — янычарский командир (дахия), один из четырёх дахий (лидеры восставших янычар), которые контролировали Белградский пашалык с 15 декабря 1801 (когда он умертвил белградского визиря Хаджи Мустафу-пашу) и начала Первого сербского восстания весной 1804 года.

## Биография
Аганлия происходил из Боснийского санджака. В октябре 1801 года янычарские лидеры Аганлия, Кучук-Али, Мулла Юсуф и Мехмед-ага Фочич возглавили мятеж против визиря Белградского пашалыка Хаджи Мустафы-паши, который симпатизировал сербскому населению. Янычары, посланные в поход против видинского санджакбея, подняли мятеж и вернулись в Белград, арестовал Хаджи Мустафу-пашу. 15 декабря того же 1801 года один из янычарских лидеров, Кучук-Али, умертвил белградского пашу. После смерти Хаджи Мустафы-паши четверо дахий стали фактическими правителями Белградского пашалыка в Сербии. Вся территория пашалыка была разделена между лидерами дахий на четыре части. Янычары ввели свои нормы поборов, упразднили местное самоуправление и отказались исполнять распоряжения османского султана . Сербы стали жаловаться османскому правительству на тиранию дахий.
В январе 1804 года дахии устроили так называемую «Резню князей», во время которой янычары истребили сербских кнезов, священников, игуменов и других известных людей. Погибло около семидесяти человек. В ответ в феврале вспыхнуло Первое сербское восстание против османского владычества. Верховным лидером повстанцев был избран Георгий Петрович по прозвищу Карагеоргий (по-турецки — Кара-Георгий).
В апреле 1804 года дахии отправили против сербских повстанцев Аганлияю отрядом янычар (400 чел.). В бою под Дрлупой Карагеоргий нанес поражение янычарам, сам Аганлия был ранен в ногу и бежал в Белград. Это был первый крупный успех сербских повстанцев, после чего восстание охватило большинство нахий в Белградском пашалыке. Сербские повстанцы под командованием Карагеоргия захватили многие города и крепости, нанеся ряд поражений туркам и осадили Белград. Вскоре по приказу султана в Сербию прибыл боснийский визирь Бекир-паша с турецким войском, чтобы восстановить порядок в Белградском пашалыке. Получив сведения о приближении к Белграду Бекир-паши дахии бежали из столицы пашалыка на дунайский остров Ада-Кале. В июле 1804 года Бекир-паша с войском вступил в Белград, осажденный сербскими повстанцами под командованием Карагеоргия. Пол требованию Карагеоргия Бекир-паша приказал выдать четырёх дахий сербским повстанцам. Карагеоргий отправил на остров Ада-Кале отряд Миленко Стойковича, который умертвил четырёх дахий.